# Ljubomir Magaš
Ljubomir Magaš (* 27. Mai 1948 in Belgrad; † 10. November 1986 in Frankfurt am Main), bekannt auch als Ljuba Zemunac (Ljuba aus Zemun) oder in Boxkreisen auch als Lupo, war ein jugoslawischer Amateurboxer (CSC Frankfurt) sowie Zuhälter und Bandenführer in Frankfurt am Main, genannt der „Pate von Frankfurt und Offenbach“.

## Leben
Ljubomir Magaš wuchs als Sohn des Šime Magaš, einem Kroaten aus dem dalmatinischen Hinterland von Zadar, und der Serbin Rosa Ćurčić im Belgrader Vorort Zemun auf. Der Vater verließ die Familie, als Magaš sechs Jahre alt war.
Ende der 1960er-Jahre ging Magaš nach Mailand und von dort nach Wien und wurde wegen Einbruch, Juwelier- und Bankraub, Nötigung, Zuhälterei und Erpressung polizeibekannt. Danach ging Magaš nach Frankfurt am Main, ließ sich als Mitglied der großserbischen Tschetnik-Organisation „Ravna Gora“ eintragen und erhielt dadurch politisches Asyl. Magaš trug demonstrativ den serbischen Weißen Adlerorden als Anhänger an seiner Halskette.
Vom Café Journal in Offenbach aus plante Magaš die Unternehmungen seiner Organisation und erpresste Schutzgeld von jugoslawischen Geschäften, vor allem Gastwirten im Großraum Frankfurt. Daneben betrieb er Kreditwucher und organisierte Einbruchdiebstahl.
Der Magaš-Clan nutzte seine Kontakte zu jugoslawischen Kriminellen in ganz Europa und das sozialistische Jugoslawien als Rückzugsraum. Der Kern des Clans bestand aus einem guten Dutzend schwerer Jungs, zu Spitzenzeiten sollen etwa 250 Kriminelle unter Magašs Befehl gestanden haben.
Sowohl das Bundeskriminalamt wie auch der Verfassungsschutz ermittelten gegen den Magaš-Clan.
Auch Gegner des jugoslawischen Regimes wurden von dem Magaš-Clan terrorisiert, z. B. Exil-Kroaten. So vermutete das Bundeskriminalamt, dass der jugoslawische Geheimdienst SDB Leute des Magaš-Clans immer wieder aus der Haft entlassen habe, mit falschen Pässen ausstattete und Mordaufträge an Exilanten ausführen ließ. Von einem Zeugen wurde Magaš als Mörder des Exilkroaten Nikola Miličević (1937–1980) angegeben und auch mit dem Mord an dem Dissidenten Stjepan Đureković (1926–1983) wurde Magaš in Verbindung gebracht.
Am 10. November 1986 nahm Magaš an einem Prozesstermin wegen Erpressung, Körperverletzung und Nötigung gegen ihn vor dem Landgericht Frankfurt am Main teil. Beim Verlassen des Gerichts wurde er vor dem Gerichtseingang in der Heiligkreuzgasse von dem rivalisierenden Mafioso Goran Vuković (1948–1994) erschossen. Laut Vuković hatte ihn Magaš im Oktober 1984 vor seiner Wohnung im Frankfurter Westend angeschossen, was Vuković nur durch eine Notoperation überlebte. Vuković wurde wegen Totschlag zu sieben Jahren Haft verurteilt. 1994 wurde Vuković in Belgrad erschossen.